# UFC Fight Night: Cowboy vs. Cowboy
UFC Fight Night: Cowboy vs. Cowboy foi um evento de artes marciais mistas promovido pelo Ultimate Fighting Championship, ocorreu em 21 de fevereiro de 2016 no Consol Energy Center em Pittsburgh, Pensilvânia.

## Background
Esse será o segundo evento da organização a acontecer em Pittsburgh, o primeiro foi UFC Live: Kongo vs. Barry em Junho de 2011. Na luta principal Donald Cerrone era esperado para enfrentar Tim Means, no entanto, Means foi flagrado no exame antidoping e foi substituído pelo brasileiro Alex Oliveira.
John Lineker era esperado para enfrentar Cody Garbrandt, mas foi retirado ao ser diagnosticado com dengue.

## Bônus da Noite
- Luta da Noite:   Lauren Murphy vs.   Kelly Faszholz
- Performance da Noite:  Donald Cerrone e  Chris Camozzi